# 全国高等学校簿記コンクール
全国高等学校簿記コンクール（ぜんこくこうとうがっこうぼきコンクール）は、全国商業高等学校協会が主催する、全商簿記実務検定の範囲を出題範囲とした問題で点数を競い合う簿記の競技大会（2021年から全国高等学校簿記競技大会へ名称変更）。まず各都道府県で地区選考を行い、団体の部優勝校が全国大会への切符を手にする。（個人も優勝校の選手を除く上位2位まで全国大会に出場可能）制限時間45分で指示された問題を解いていく。問題には第一部と第二部がありそれぞれ45分で解く独立した問題となっている問題の内訳は以下のとおり。（○番号は大問ナンバー）
| 第一部     | 第二部                 |
| ---------- | ---------------------- |
| 1.仕訳     | 5.各種計算             |
| 2.伝票会計 | 6.特殊商品売買         |
| 3.帳簿記入 | 7.本支店会計・連結会計 |
| 4.精算表   | 8.原価計算             |

## 参加資格
- 全商協会主催の各種競技大会・コンクール等に参加できる生徒の資格は、原則として次の規定による。

1.全国商業高等学校長協会の会員校在籍生徒であること。
2.次の規定に該当する生徒の参加は認めない。
- - 全国大会で優勝した者は、以降同じ部門にエントリーすることはできない。